# Williams Alarcón
Williams Héctor „Willy“ Alarcón Cepeda (* 20. November 2000 in Santiago) ist ein chilenischer Fußballspieler. Er besetzt die Position des zentralen Mittelfeldspielers und ist seit 2022 chilenischer Nationalspieler.

## Karriere

### Verein
Alarcón stammt aus der Nachwuchsabteilung des CSD Colo-Colo, wo er sämtliche Juniorenauswahlen durchlief. Bei der 0:2-Auswärtsniederlage gegen Deportivo Ñublense in der Copa Chile am 9. Juni 2018 debütierte er für die Herrenmannschaft. Am letzten Spieltag der Saison 2018 bestritt er sein erstes Ligaspiel, als er bei der 0:2-Heimniederlage gegen den CD Universidad de Concepción in der Schlussphase für Esteban Pavez eingewechselt wurde. Im folgenden Spieljahr wurde er von Trainer Mario Salas in die erste Mannschaft befördert. In den ersten sieben Saisonspielen startete er von Beginn an als Ersatz für den verletzten Jorge Valdivia, fiel aber nach dessen Rückkehr aus der Mannschaft und kam anschließend nur noch sporadisch zu Einsätzen.
Williams Alarcón ging 2021 auf Leihbasis mit Kaufoption zum Ligakonkurrenten Unión La Calera, nachdem ihn Colo-Colos Trainer Gustavo Quinteros nicht mehr einplante. Der Mittelfeldspieler konnte bei La Calera überzeugen und ging im Januar 2023 in die spanische Segunda División, um den abstiegsbedrohten UD Ibiza vor dem Abstieg zu bewahren. Nach sechs Monaten zog der in die dritte Liga abgestiegene Klub aus Spanien die Kaufoption von 1,5 Mio. US-$ nicht, so dass er wieder zu Unión La Calera zurückkehrte. Im Sommer 2023 wurde er fest vom CA Huracán verpflichtet. Ende Februar 2025 wechselte er zu den Boca Juniors.

### Nationalmannschaft
Am 1. Juni 2019 debütierte Alarcón für die chilenische U23-Nationalmannschaft, als er beim 1:0-Sieg im Turnier von Toulon gegen die portugiesische U19-Auswahl in der zweiten Halbzeit für Iván Morales eingewechselt wurde.
Sein Debüt in der A-Nationalmannschaft gab Alarcón im September 2022 beim Freundschaftsspiel gegen Marokko. Danach wurde der Mittelfeldspieler in weiteren Freundschaftsspielen eingesetzt.

## Privates
Bereits Williams Alarcóns namensgleicher Vater spielte in den 1980er Jahren für den traditionsreichen CSD Colo-Colo.